# 堀内公園

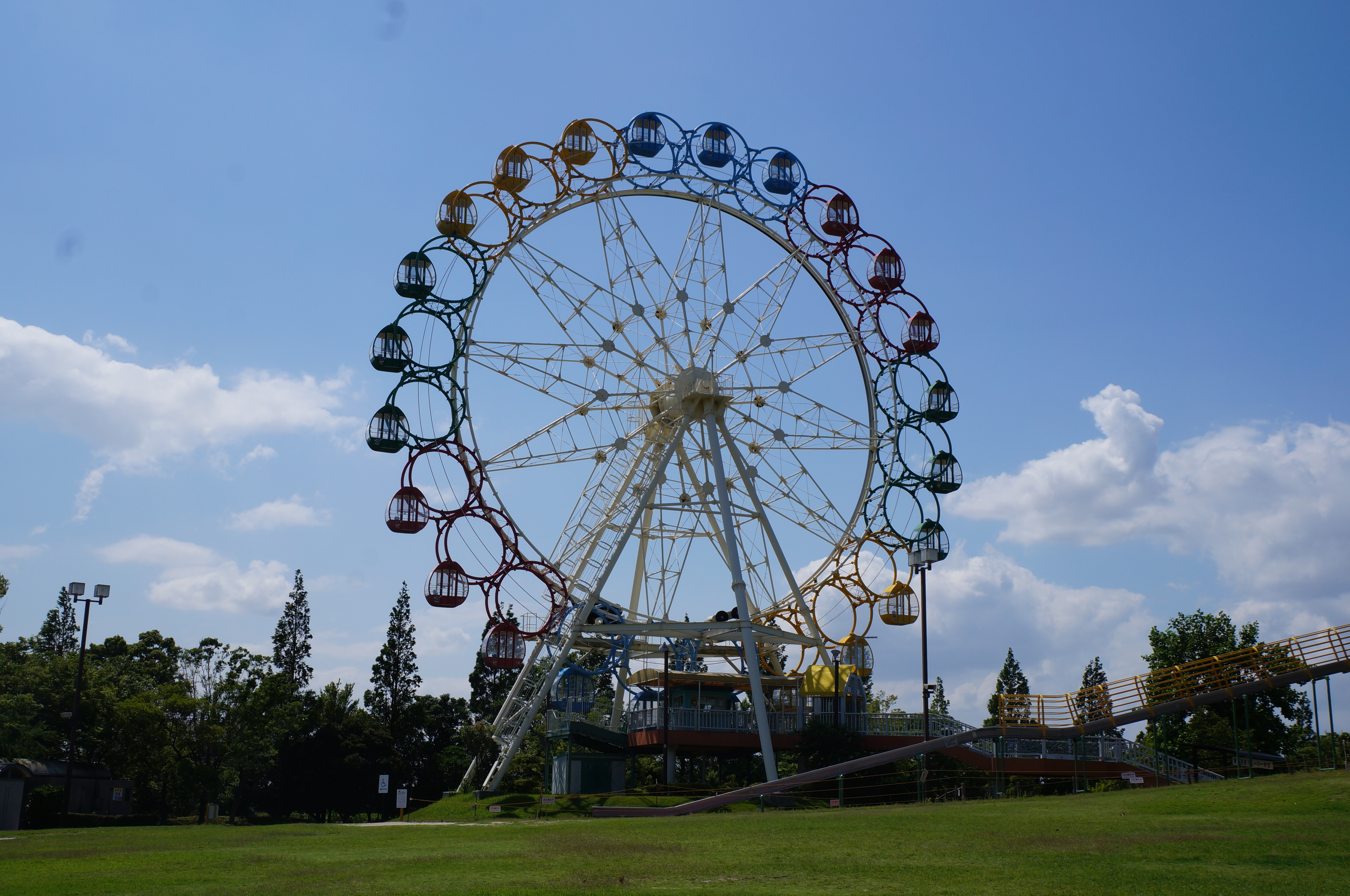
観覧車

堀内公園（ほりうちこうえん）は、愛知県安城市堀内町にある公園である。分類は地区公園。

## 歴史
1992年（平成4年）、市制40周年の記念事業として開園した。

## 特徴
「花とみどりとメルヘンの里」をテーマとしている。園内は「花」と「みどり」と「メルヘン」の3ゾーンで構成されサイクルモノレールや観覧車、メリーゴーランドなどの有料遊具やローラー滑り台、ターザンロープなどの無料遊具が設置されているほか、イベントなども開催される。
また管理事務所で当日のみ利用できる無料のレンタサイクルを行っている。

## 施設

### 有料遊具
- サイクルモノレール
- 観覧車
- メルヘン号 - 2002年（平成14年）に市制50周年記念として設置された[2]。
- メリーゴーランド
- バッテリーカー
- 小型自動遊具

### 無料遊具
- ローラー滑り台
- ターザンロープ
- 大型木製遊具
- 芝滑り
- ちびっこ広場
- ちびっこサーキット

## 交通アクセス
- 名鉄西尾線「堀内公園駅」下車、徒歩ですぐ。
- あんくるバス「堀内公園」バス停下車。